# Challenger de Tigre 2025 - Doppio
Il doppio del torneo di tennis professionistico  Challenger de Tigre 2025, facente parte della categoria Challenger 50 nell'ambito dell'ATP Challenger Tour 2025, si è giocato dal 13 al 19 gennaio a Tigre, in Argentina. Tra le coppie partecipanti era presente solo uno dei detentori del titolo, Daniel Dutra da Silva, ma non Oleg Prihodko.
In finale Mariano Kestelboim e Gonzalo Villanueva hanno sconfitto Luís Britto e Franco Roncadelli con il punteggio di 6–2, 7–5.

## Teste di serie
1. Boris Arias /  Federico Zeballos (semifinali)
2. Mariano Kestelboim /  Gonzalo Villanueva (campioni)

1. Luís Britto /  Franco Roncadelli (finale)
2. Mateus Alves /  João Lucas Reis da Silva (primo turno, ritirati)

## Wildcard
1. Luciano Emanuel Ambrogi /  Tomás Farjat (semifinali, ritiro)

1. Romeo Arcuschin /  Máximo Zeitune (primo turno)

## Alternate
1. Pedro Boscardin Dias /  Alejo Lorenzo Lingua Lavallén (quarti di finale)

## Tabellone

### Legenda
| - Q = Qualificato - WC = Wild card - LL = Lucky loser | - ALT = Alternate - SE = Special Exempt - PR = Protected Ranking | - w/o = Walkover - r = Ritirato - d = Squalificato |

|  | Primo turno | Primo turno                             | Primo turno                           | Primo turno              | Primo turno |  |  | Quarti di finale | Quarti di finale                    | Quarti di finale          | Quarti di finale          | Quarti di finale          |                           |      | Semifinali | Semifinali                    | Semifinali                    | Semifinali                            | Semifinali                            |   |   | Finale | Finale | Finale | Finale | Finale |  |
|  |             |                                         |                                       |                          |             |  |  |                  |                                     |                           |                           |                           |                           |      |            |                               |                               |                                       |                                       |   |   |        |        |        |        |        |  |
|  | 1           | B Arias F Zeballos                      | B Arias F Zeballos                    | 7                        | 6           |  |  |                  |                                     |                           |                           |                           |                           |      |            |                               |                               |                                       |                                       |   |   |        |        |        |        |        |  |
|  |             | A Huertas del Pino C Huertas del Pino   | A Huertas del Pino C Huertas del Pino | 5                        | 4           |  |  | 1                | B Arias F Zeballos                  | B Arias F Zeballos        | 6                         | 7                         |                           |      |            |                               |                               |                                       |                                       |   |   |        |        |        |        |        |  |
|  |             | S Rodríguez Taverna N Sánchez Izquierdo | 6                                     | 62                       | [8]         |  |  |                  | M Dellien JC Prado Ángelo           | M Dellien JC Prado Ángelo | 2                         | 5                         |                           |      |            |                               |                               |                                       |                                       |   |   |        |        |        |        |        |  |
|  |             | M Dellien JC Prado Ángelo               | 4                                     | 7                        | [10]        |  |  |                  |                                     |                           |                           |                           |                           |      | 1          | B Arias F Zeballos            | 6                             | 4                                     | [6]                                   |   |   |        |        |        |        |        |  |
|  | 3           | L Britto F Roncadelli                   | 7                                     | 4                        | [10]        |  |  |                  |                                     | 3                         | L Britto F Roncadelli     | 2                         | 6                         | [10] |            |                               |                               |                                       |                                       |   |   |        |        |        |        |        |  |
|  |             | D Dutra da Silva L Midón                | 5                                     | 6                        | [4]         |  |  | 3                | L Britto F Roncadelli               | L Britto F Roncadelli     | 6                         | 6                         |                           |      |            |                               |                               |                                       |                                       |   |   |        |        |        |        |        |  |
|  |             | V Aboian M del Pino                     | V Aboian M del Pino                   | 4                        | 2           |  |  |                  | A Collarini R Olivo                 | A Collarini R Olivo       | 4                         | 2                         |                           |      |            |                               |                               |                                       |                                       |   |   |        |        |        |        |        |  |
|  |             | A Collarini R Olivo                     | A Collarini R Olivo                   | 6                        | 6           |  |  |                  |                                     |                           |                           |                           |                           |      | 3          | Luís Britto Franco Roncadelli | Luís Britto Franco Roncadelli | 2                                     | 5                                     |   |   |        |        |        |        |        |  |
|  |             | M Chazal M Houkes                       | M Chazal M Houkes                     | 6                        | 6           |  |  |                  |                                     |                           |                           |                           |                           |      |            |                               | 2                             | Mariano Kestelboim Gonzalo Villanueva | Mariano Kestelboim Gonzalo Villanueva | 6 | 7 |        |        |        |        |        |  |
|  | WC          | R Arcuschin M Zeitune                   | R Arcuschin M Zeitune                 | 1                        | 2           |  |  |                  | M Chazal M Houkes                   | 4                         | 6                         | [8]                       |                           |      |            |                               |                               |                                       |                                       |   |   |        |        |        |        |        |  |
|  | WC          | LE Ambrogi T Farjat                     | LE Ambrogi T Farjat                   | LE Ambrogi T Farjat      | w/o         |  |  | WC               | LE Ambrogi T Farjat                 | 6                         | 3                         | [10]                      |                           |      |            |                               |                               |                                       |                                       |   |   |        |        |        |        |        |  |
|  | 4           | M Alves JL Reis da Silva                | M Alves JL Reis da Silva              | M Alves JL Reis da Silva |             |  |  |                  |                                     |                           |                           |                           |                           |      | WC         | LE Ambrogi T Farjat           | LE Ambrogi T Farjat           | LE Ambrogi T Farjat                   |                                       |   |   |        |        |        |        |        |  |
|  | Alt         | P Boscardin Dias AL Lingua Lavallén     | 3                                     | 7                        | [10]        |  |  |                  |                                     | 2                         | M Kestelboim G Villanueva | M Kestelboim G Villanueva | M Kestelboim G Villanueva | w/o  |            |                               |                               |                                       |                                       |   |   |        |        |        |        |        |  |
|  |             | G Debru A Pellegrino                    | 6                                     | 5                        | [4]         |  |  | Alt              | P Boscardin Dias AL Lingua Lavallén | 7                         | 2                         | [8]                       |                           |      |            |                               |                               |                                       |                                       |   |   |        |        |        |        |        |  |
|  |             | À Martí Pujolràs GA Olivieri            | À Martí Pujolràs GA Olivieri          | 4                        | 4           |  |  | 2                | M Kestelboim G Villanueva           | 63                        | 6                         | [10]                      |                           |      |            |                               |                               |                                       |                                       |   |   |        |        |        |        |        |  |
|  | 2           | M Kestelboim G Villanueva               | M Kestelboim G Villanueva             | 6                        | 6           |  |  |                  |                                     |                           |                           |                           |                           |      |            |                               |                               |                                       |                                       |   |   |        |        |        |        |        |  |